# Zehrudin Mehmedović
Zehrudin Mehmedović (serbisch-kyrillisch Зехрудин Мехмедовић, * 15. März 1998 in Novi Pazar) ist ein serbischer Fußballspieler.

## Karriere

### Verein
Zehrudin Mehmedović kommt aus dem Nachwuchs des FK Novi Pazar und stand anschließend bis Juli 2017 beim FK Čukarički in Banovo brdo, einem Ortsteil der serbischen Hauptstadt Belgrad unter Vertrag. Über die serbischen Stationen FK Mladost Lučani, FK BASK und FK Radnički Belgrad wechselte er 2019 nach Asien. In Singapur unterschrieb er einen Vertrag bei den Tampines Rovers. Der Verein spielte in der ersten Liga, der Singapore Premier League. In seiner ersten Saison kam er auf 24 Einsätze in der ersten Liga und feierte am Ende die Vizemeisterschaft. Im November 2019 stand er mit dem Klub im Endspiel des Singapore Cup und gewann dort mit 2:0 gegen den Warriors FC. Den Singapore Community Shield gewann der Verein 2020 durch einen 3:0-Finalsieg über Hougang United. Nach 81 Erstligaspielen und 22 geschossenen Toren wurde sein Vertrag nach der Saison 2022 nicht verlängert.

### Nationalmannschaft
Von 2014 bis 2016 absolvierte Mehmedović insgesamt elf Partien für diverse serbische Jugendnationalmannschaften und erzielte dabei drei Treffer.

## Erfolge
Tampines Rovers
- Singapore Cup: 2019
- Singapore Community Shield: 2020